# Aigle (art martial)
Pour les articles homonymes, voir Aigle (homonymie).

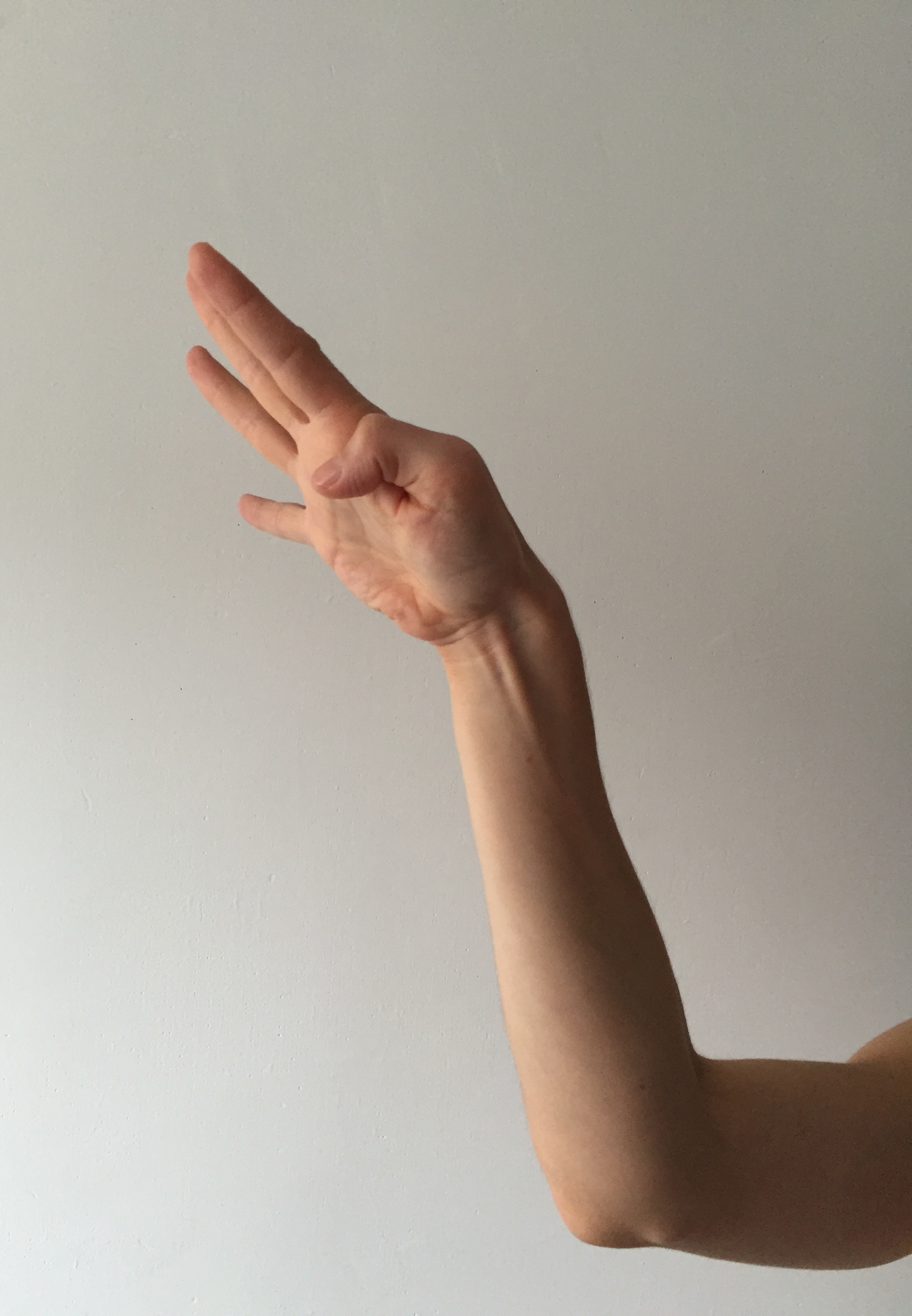
Position de la main et du bras du pratiquant du style de l'aigle.

L'aigle (en chinois Ying quan) est une figure de style employée dans plusieurs arts martiaux comme le kungfu. Elle consiste à imiter l'aigle, symbole d'audace et de majesté.

## Histoire
Le style de l'aigle est connu depuis le XVIIe siècle grâce au moine chinois Li quan qui maitrisait le Fanzi quan.

## Technique

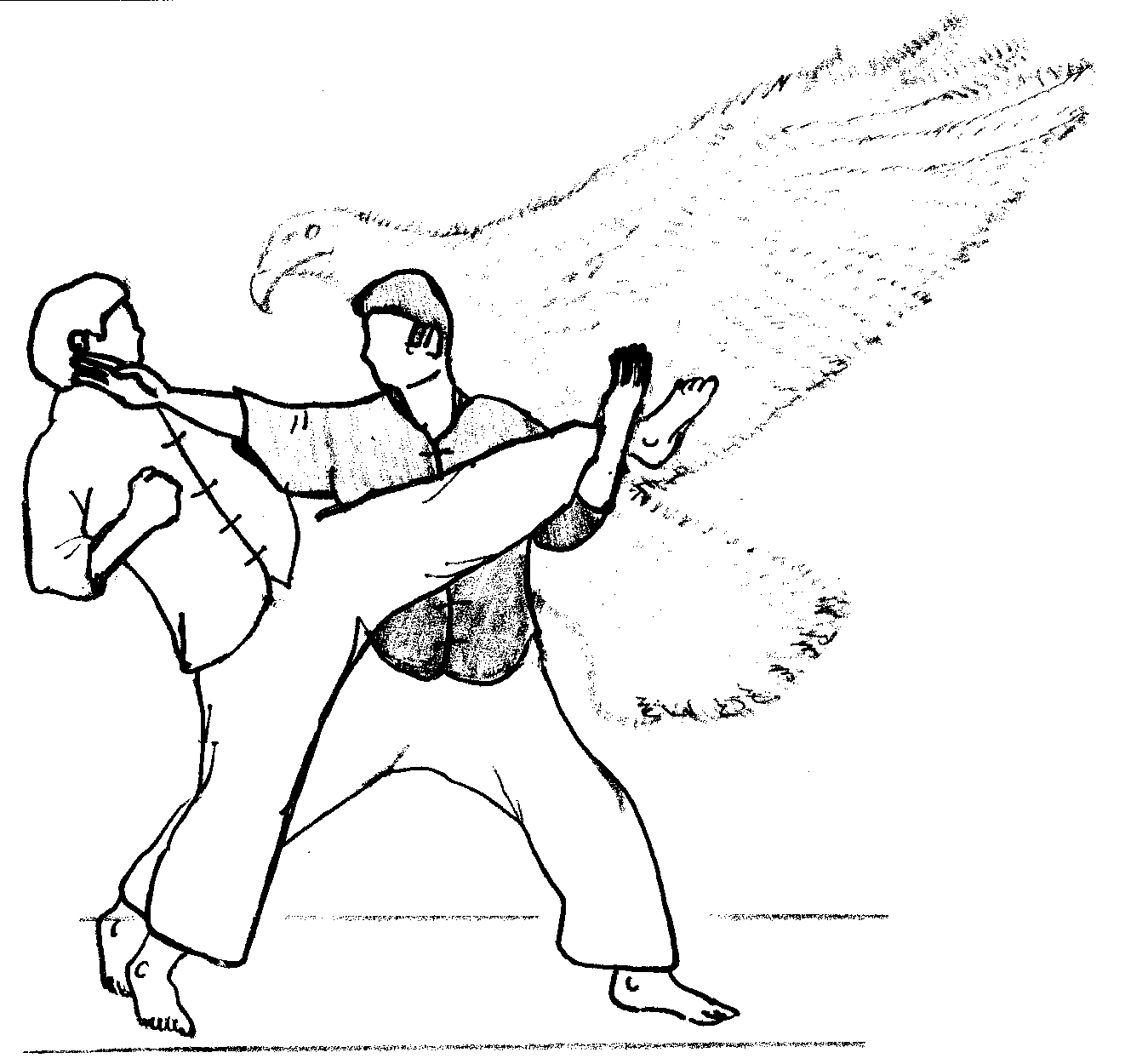
Défense d'aigle sur coup de pied, du bando

Ce style se caractérise par sa rapidité, sa puissance et sa stabilité,. L'aigle est à la fois tonique et calme. Les bras et les mains (ouvertes) se déploient tel les ailes du rapace. Les mains peuvent également mimer les serres de l'animal, pour agripper ou arracher. Les hanches sont primordiales dans la puissance et la vitesse des coups.

## Variantes
Il existe plusieurs variantes.
- Le yīng zhǎo pài, fondé par Yue Fei est le plus connu. Il s'est développé grâce à l'association de Shangai Chin Woo athletic et s'est propagé aux États-Unis.
- L'aigle du Rocher (rock eagle claw) est un style composé de 128 techniques (saisir, rouler, déchirer, luxer, etc.) ou chin na, en chinois. Il exige une parfaite compétence en anatomie, et comprend l'apprentissage des points vitaux.